# Таволга зарубчаста
Таволга зарубчаста або спірея зарубчаста (Spiraea crenata) — вид чагарникових рослин родини Розові (Rosaceae), поширений переважно у Південно-Східній Європі та Західній Азії.

## Опис

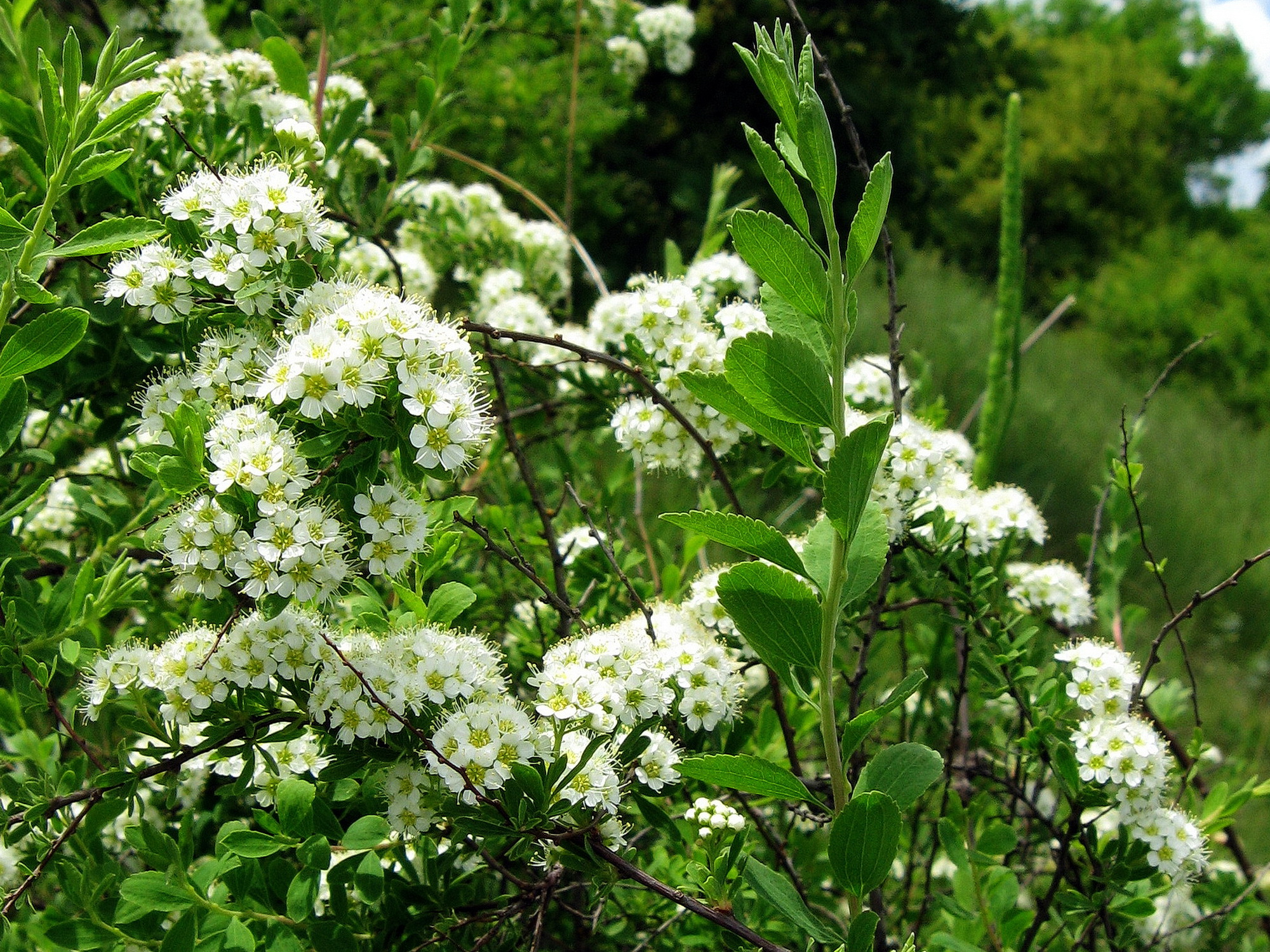

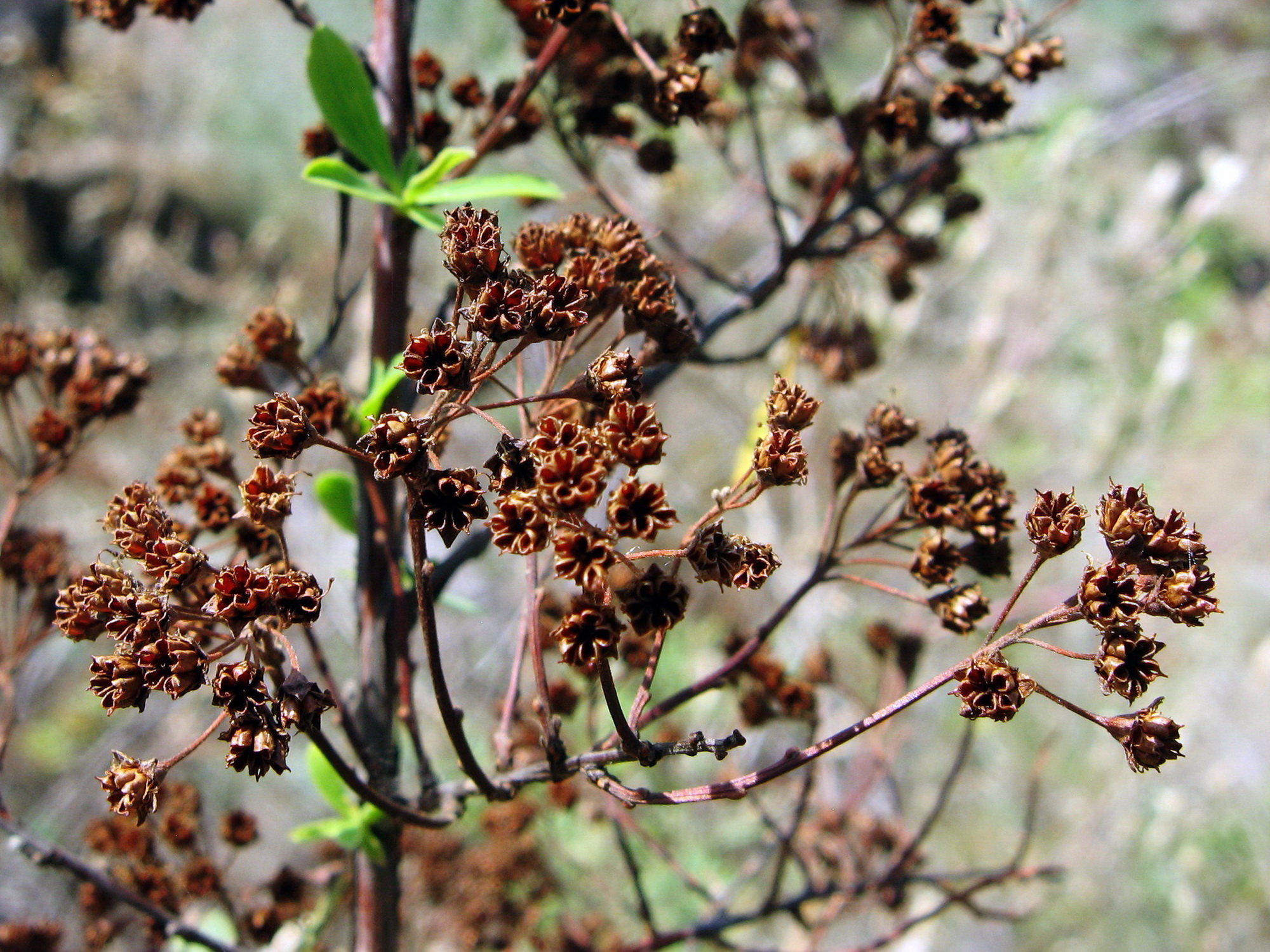

Невисокий кущ, 0,5—1(1,5) м заввишки, з відносно розлогою кроною, з чорними або червонокоричневатими старими стеблами і гілками, часто досить довгими й прутоподібними, червонуватокоричневими або яснокоричневими і голими старими пагонами та густо опушеними молодими пагонами..
Листки густо опушені, рідко голі, на неплідних пагонах звичайно з 3 виразними поздовжніми жилками, обернено-яйцеподібні, рідше ромбічні, 10—25 мм завдовжки, 5—14 мм завширшки, при основі клиноподібно звужені в короткий черешок, 4—7 мм завдовжки, звичайно від середини (рідко від основи) до верхівки дрібнозубчасті або зарубчасті, рідше цілокраї, іноді лише із зубчастою верхівкою. Листки квітконосних пагонів звичайно дрібніші, більш вузькі, 5—18 мм завдовжки, 3—5 мм завширшки, довгасто-оберненояйцеподібні або ланцетні, цілокраї, дуже рідко при верхівці зубчасті, до основи звужені й маже сидячі (черешок завдовжки 1—4 мм), з 1 середньою жилкою та 1—2 парами бокових.
Розташовані на квітконосних гілочках щиткоподібні суцвіття, 1,5—9 см завдовжки, несуть по 10—18 квіток. Квітконіжки, 3—10 мм завдовжки.   Квітки білі, 5–8(9) мм у діаметрі; пелюстки широко-оберненояйцеподібні, 3,5 мм завдовжки. Чашечка густо опушена, чашолистки при плодах прямостоячі. Стовпчик відходить від верхівки зав'язі із зовнішнього її боку. Тичинок 20, вони коротші, ніж тичинки. Плоди — блискучі, трохи опушені листянки, 2,5—3 мм завдовжки.
Цвітіння в травні — червні. Запилення здійснюється за допомогою комах (ентомофілія). Плодоношення відбувається в липні — серпні. За способом поширення насіння відноситься до балістів (їх діаспори розкидаються пружними плодоніжками при поштовхах).

## Поширення
Європа: Росія (південь), Україна, Угорщина, Словаччина, Албанія, Болгарія, Македонія, Молдова, Румунія, Іспанія; Азія: Вірменія, Азербайджан, Росія (південь Західного Сибіру), Казахстан (південь), Іран, Туреччина.
В Україні трапляється спорадично в Лісостепу і Степу, на Поліссі та Закарпатті — рідко.

## Екологія

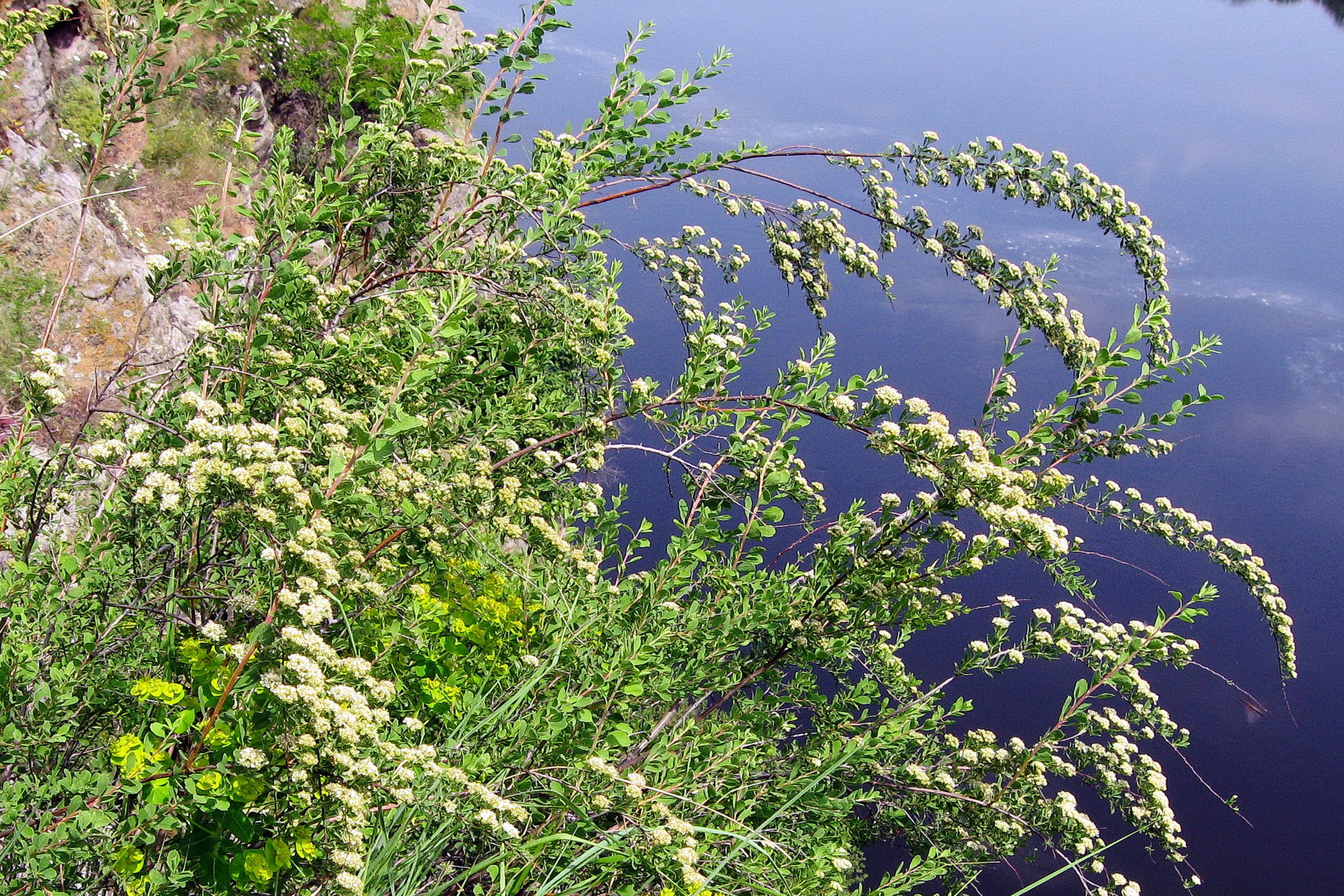
На Дніпрових кручах

Таволга звіробоєлиста за сезонним життєвим циклом (життєвою формою за Раункієром) належить до високих чагарників.
Рослина світлолюбна (геліофіт), досить посухостійка (мезоксерофіт), відносно морозостійка (мегатерм; добре витримує ранньовесняні й пізньоосінні приморозки, хоча й походить із субтропічного поясу), а також відносно невибаглива до плодючості ґрунтів (олігомезотроф).
Є типовим мешканцем відкритих, переважно степових, ландшафтів (сільвастепант). У межах ареалу зростає на степових схилах і серед чагарників, лісових галявинах і узліссях, на заплавних гривах і пісках надзаплавних терас, відслоненнях вапняків і гранітів.
В Україні зростає по степових схилах, в чагарниках, по узліссях і пісках.

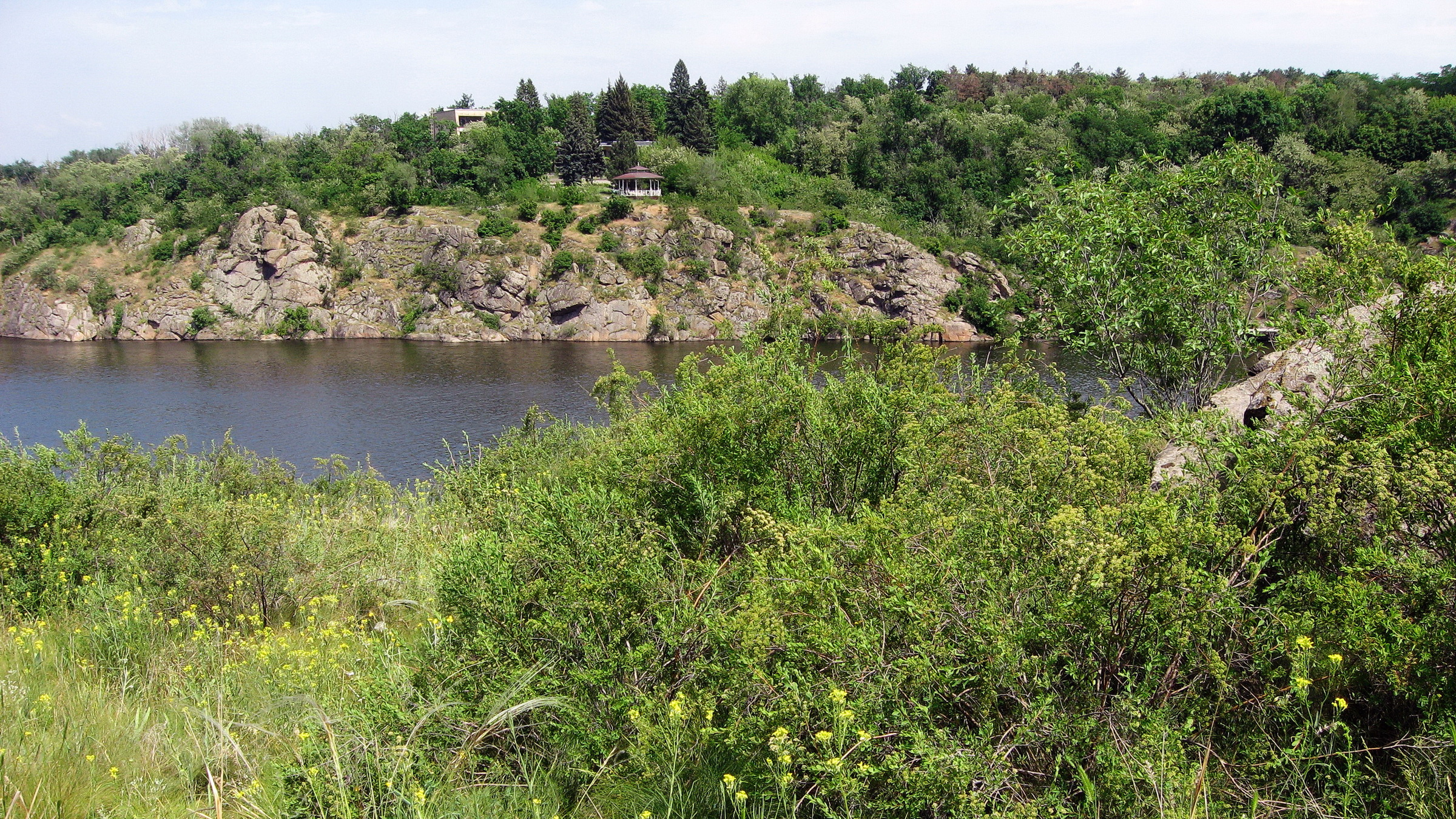
У Національному заповіднику «Хортиця» (урочище Вирва). Запорізька область

В умовах Запорізької області зустрічається переважно у складі угруповань комплексної петрофітної рослинності, де може утворювати щільні зарості, рідше — на прилеглих петрофітностепових і псамофітностепових ділянках, а також серед чагарникового степу у вигляді розріджених ценопопуляцій.

## Охорона
В Україні вид перебуває під охороною — його занесено до переліків регіонально рідкісних рослин ряду областей (Житомирська, Київська, Одеська, Харківська).
Природні популяції скорочуються головним чином через надмірну рекреацію та руйнування місць зростання (забудова прибережних територій, заліснення степових балок, розробка покладів гранітів тощо).
Зважаючи на стійку тенденцію до скорочення чисельності в Запорізькій області таволга зарубчаста охороняється в Національному заповіднику «Хортиця», ландшафтному заказнику «Верхів'я балки Канцерівська» та ряді природно-заповідних об'єктів регіону.

## Практичне значення

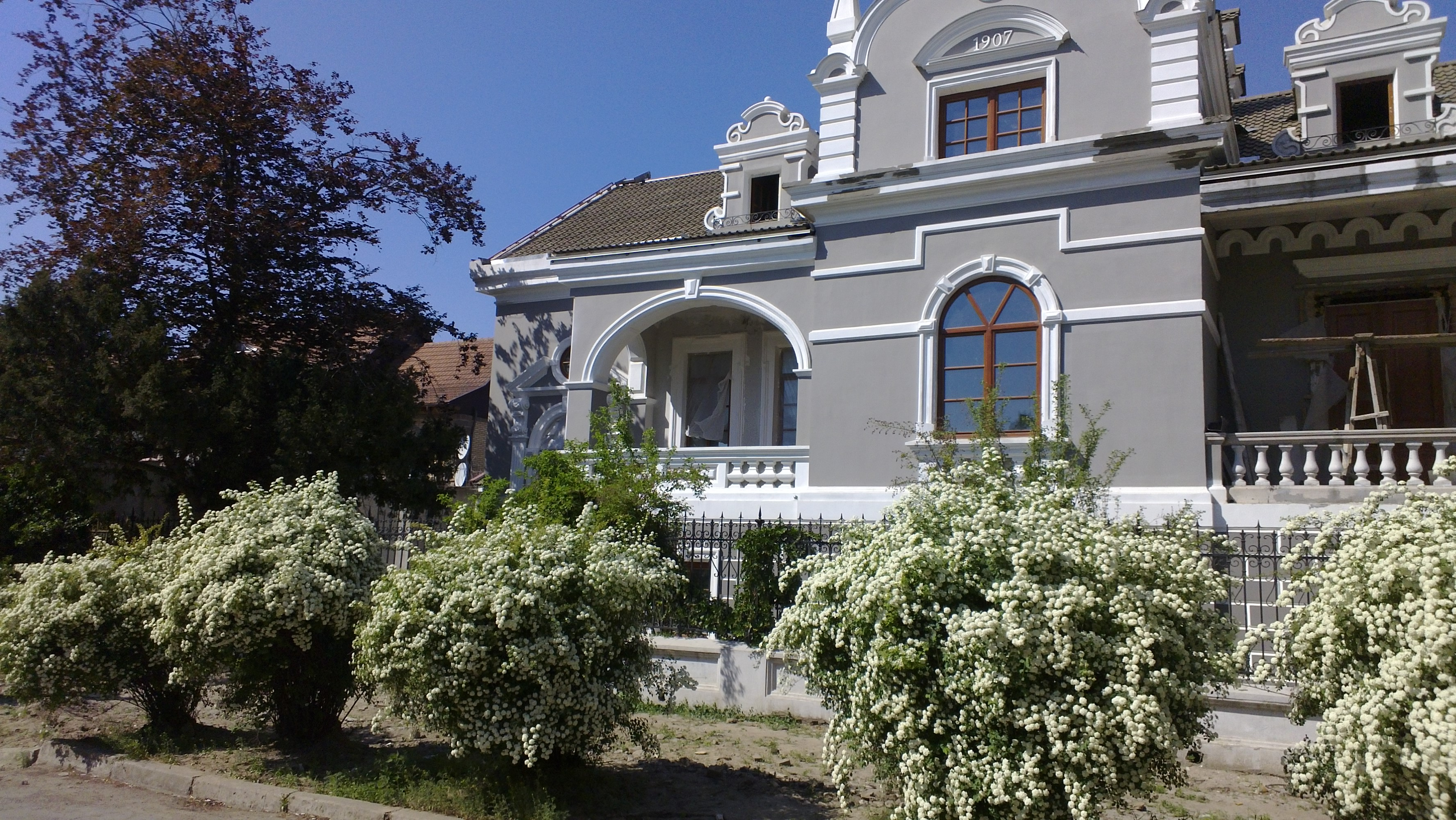
Таволга зарубчаста в озелененні м.Ізмаїл, Одеська область

Зважаючи на високу декоративність, тривалий період цвітіння, добру приживаність, відносну невибагливість до умов зростання та морозостійкість, таволгу зарубчасту в ряді країн розводять як садово-паркову декоративну рослину, використовуючи її для створення живих загорож, груп та в одиничних посадках. Володіє фітонцидною активністю, добрий медонос. Використовується для створення протиерозійних лісонасаджень та закріплення пісків, чому сприяє здатність таволги утворювати розгалужену кореневу систему.
Для отримання розсади з насіння їх висівають навесні у відкритий ґрунт, сходи з'являються через 2—3 тижні. Добре розмножується таволга як зеленими, так і одеревенілими живцями, а також поділом куща та його численною поростю. Догляд за культурою нескладний: достатньо періодично вирізати старе гілля, проріджувати кущі, видаляти старі суцвіття, які знижують декоративність. Рясне цвітіння досягається при висадці рослини на сонячні відкриті місця. Перше цвітіння відмічається у віці 3—4 роки. Таволга зарубчаста належить до 10 видів (з понад 90 видів роду), що найчастіше використовуються в декоративному садівництві.

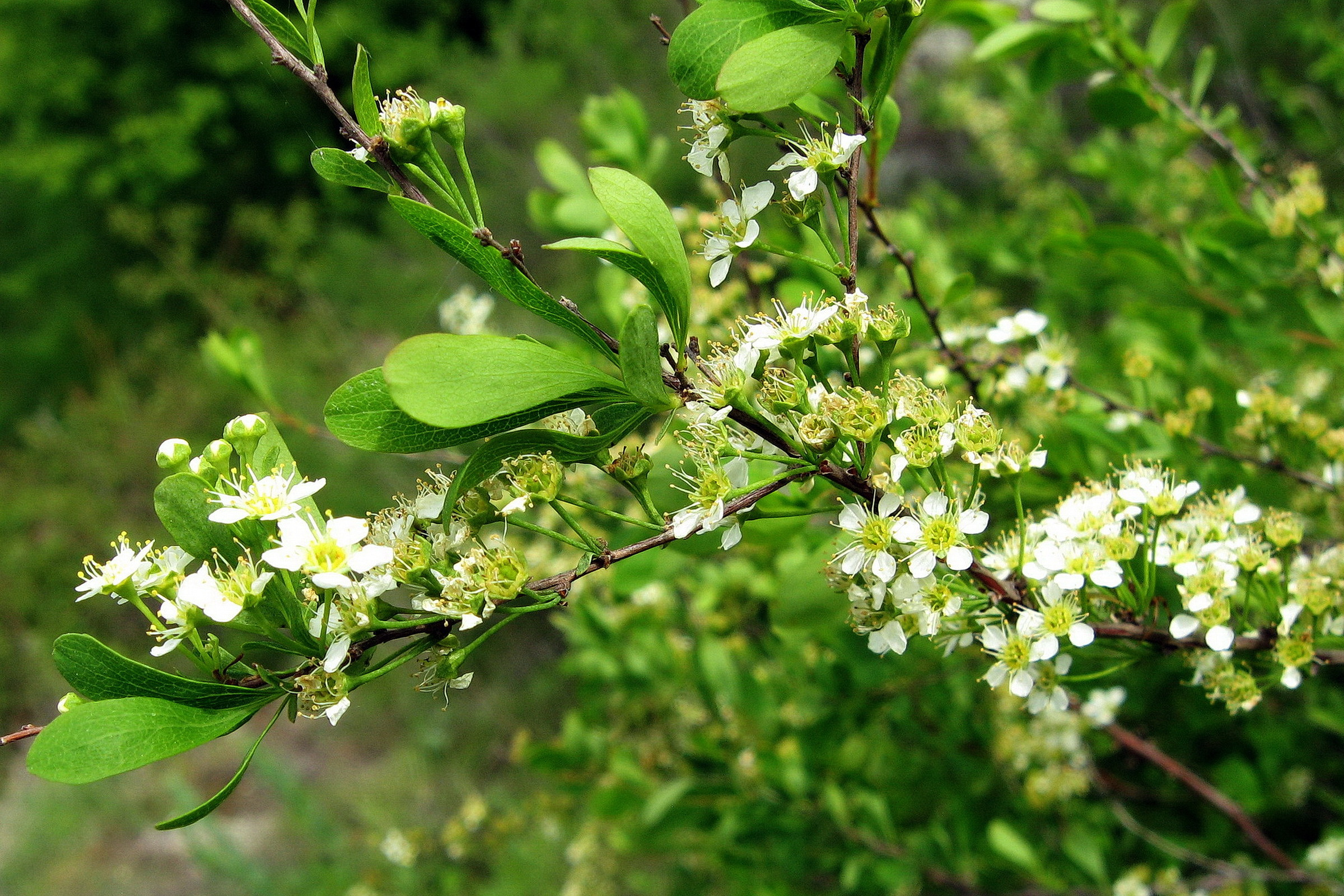
Таволга звіробоєлиста. Запорізьке Правобережжя

Квітки і листя таволги сушать й вживають для заварювання чаю, що має досить приємний запах, смак і колір. Квітки кладуть у вино або пиво під час бродіння, ними настоюють горілки та лікери.

## Близький вид
За морфологічними ознаками до таволги зарубчастої близька таволга звіробоєлиста (Spiraea hypericifolia), з якою вона може утворювати гібриди. У таволги звіробоєлистої суцвіття представлені сидячими зонтиками, що несуть при основі розетку з 5—6 дрібних листочків; листки на неплідних пагонах звичайно при верхівці тупі, цілокраї (рідко із 3—5 зубцями), голі (молоді трохи опушені). Поширена спорадично в Лісостепу і Степу (в кам'янистих місцевостях), особливо на Лівобережжі. В Україні зростає на кам'янистих відкритих схилах і гранітних відслоненнях. Цвіте на 2—3 тижні раніше від таволги зарубчастої.

## Галерея
Запорізьке Правобережжя

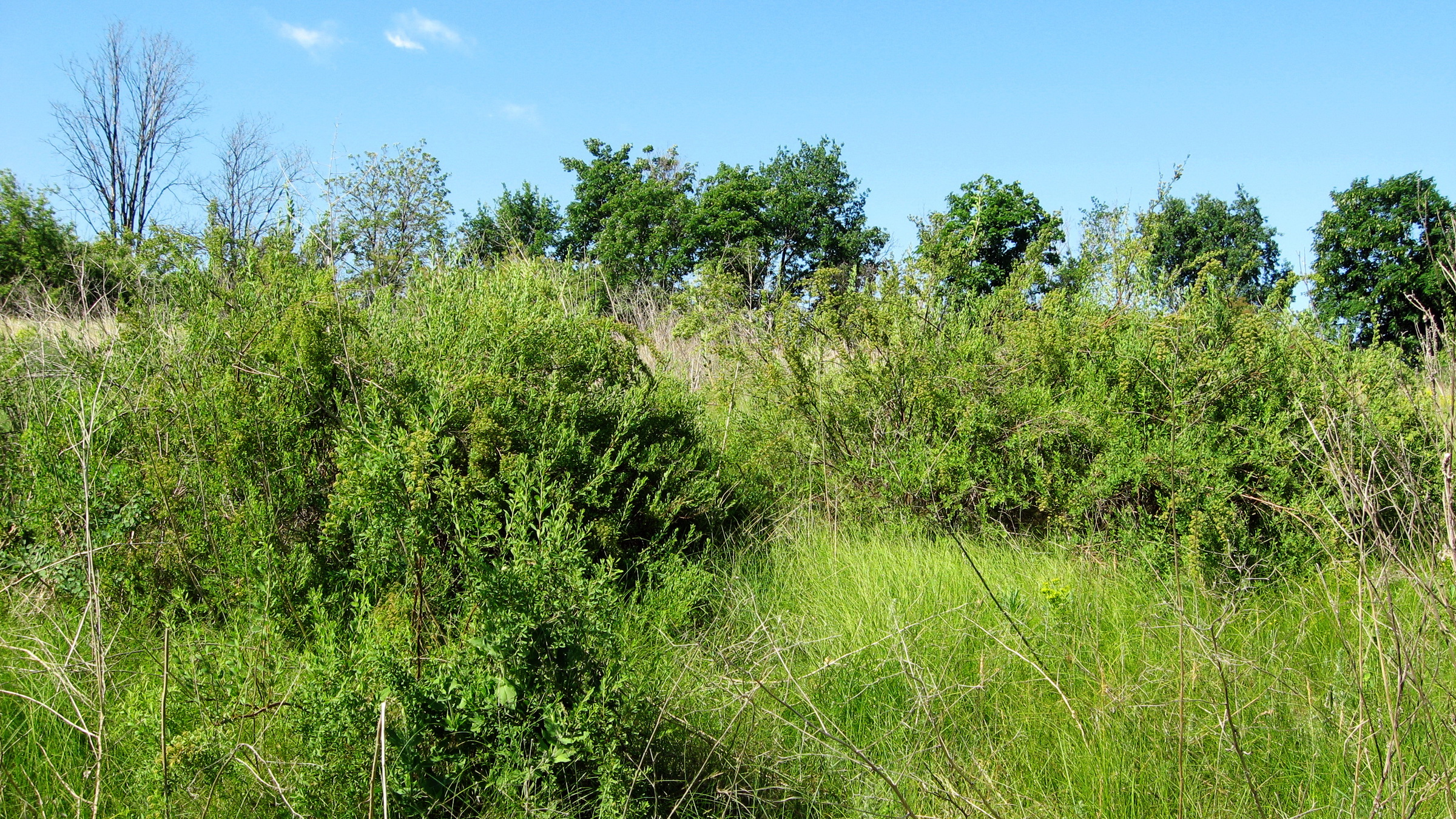
У ландшафтному заказнику «Верхів'я балки Канцерівська»
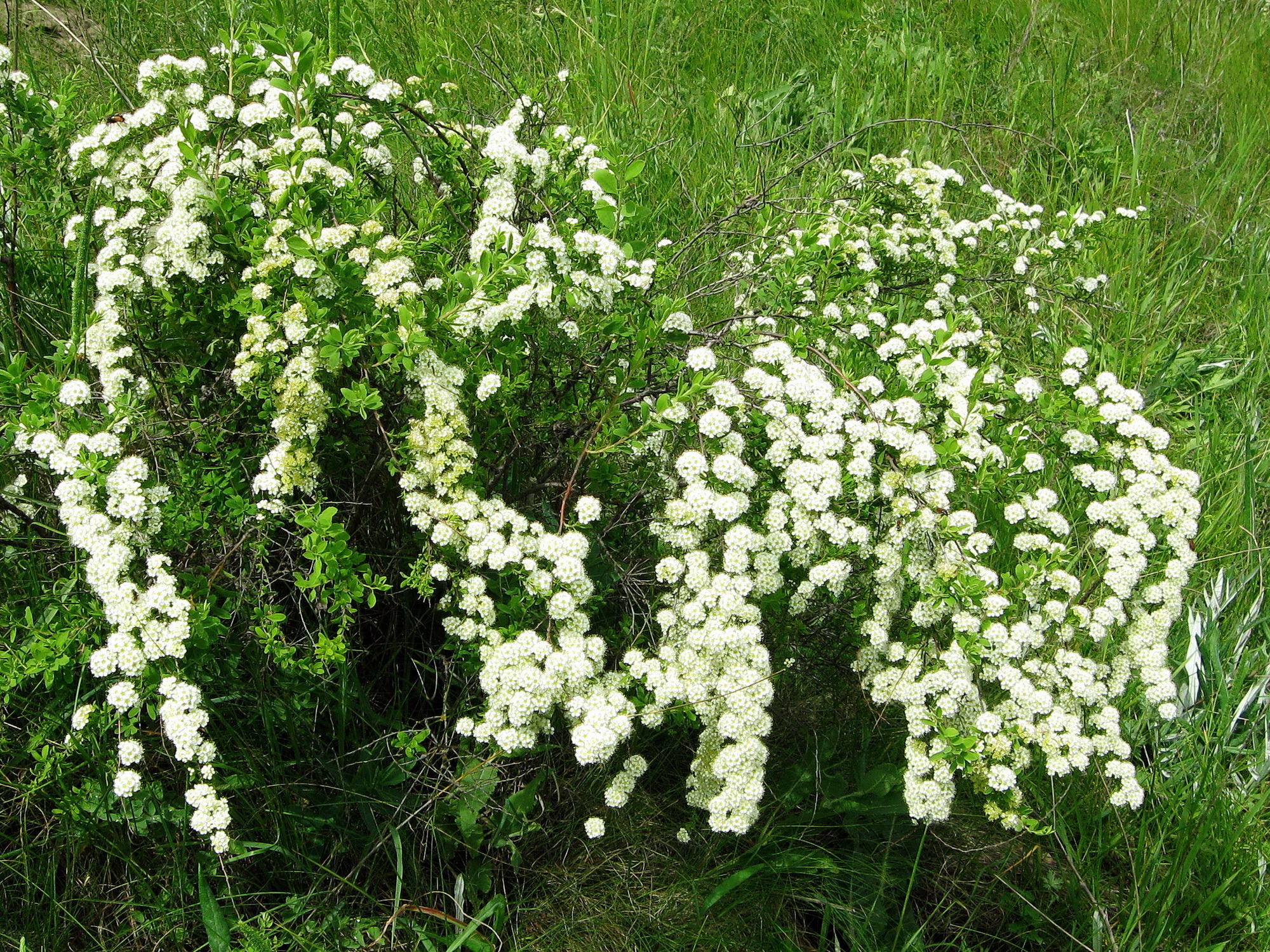
У долині р.Верхня Хортиця. Околиці с.Хортиця
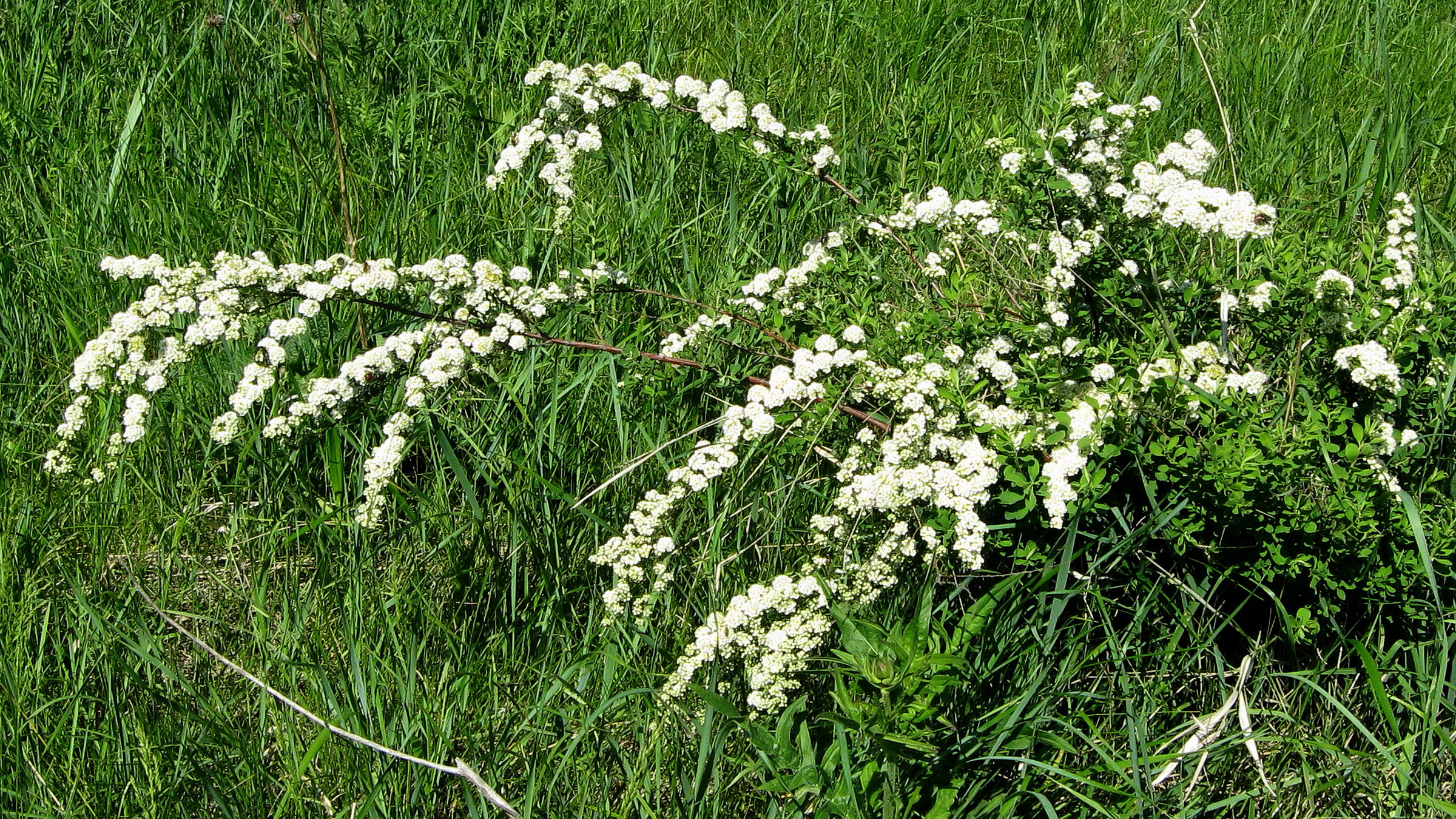
У балці Хуторська
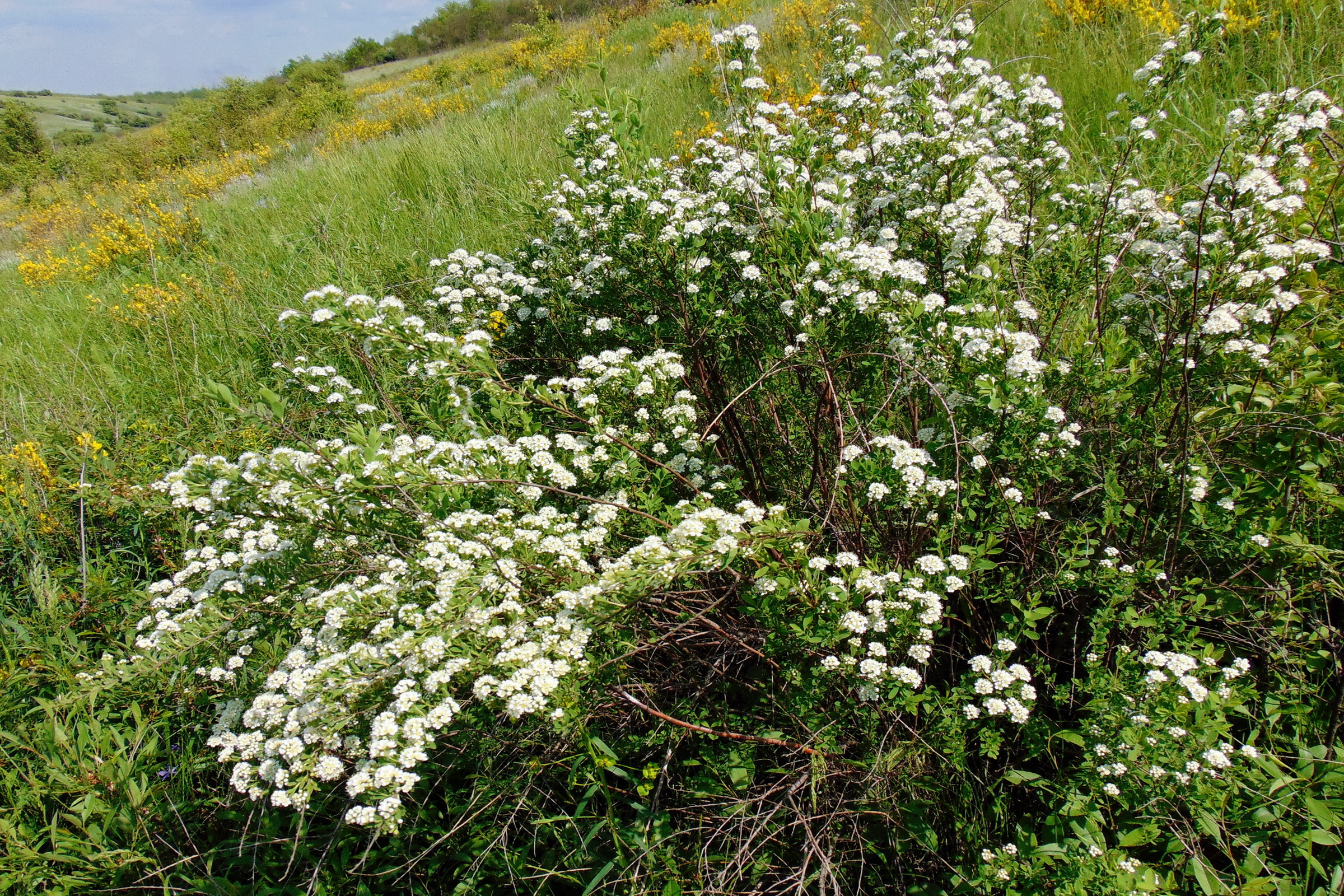
У балці Канцерівська